# كيث أليكس
كيث أليكس (بالإنجليزية: Keith Alex)‏ هو لاعب كرة قدم أمريكية أمريكي، ولد في 9 يونيو 1969.

## وصلات خارجية
- كيث أليكس على موقع مرجع كرة القدم المحترفة.كوم (الإنجليزية)